# Per-Ersloken
Per-Ersloken är en sjö i Åre kommun i Jämtland och ingår i Indalsälvens huvudavrinningsområde.